# Melicope neglecta
Melicope neglecta är en vinruteväxtart som beskrevs av Thomas Gordon Hartley. Melicope neglecta ingår i släktet Melicope och familjen vinruteväxter. Inga underarter finns listade i Catalogue of Life.